# Fabio Albergati
Fabio Albergati (Bologna, 1538 – Bologna, 15 agosto 1606) è stato un giurista italiano.

## Biografia
Figlio di Filippo, del potente casato degli Albergati, e di Giulia Bargellini, dopo aver studiato diritto, fu alla corte di Urbino al servizio di Guidobaldo II della Rovere. In seguito, si trasferì a Roma, al servizio del duca di Sora Giacomo Boncompagni, figlio del neoeletto papa Gregorio XIII. Presso questo pontefice, Fabio Albergati iniziò a svolgere una costante attività diplomatica, che proseguì anche dopo la morte di Gregorio XIII, avvenuta nel 1585. Papa Sisto V lo inviò come ambasciatore ad Urbino presso il duca Francesco Maria II, del quale Albergati era stato precettore anni addietro. Innocenzo IX nel 1591 lo nominò castellano della fortezza di Perugia. Pur rimanendo legato anche ai successivi pontefici, Fabio Albergati tornò più costantemente ad Urbino, dove Francesco Maria II lo aveva in grande considerazione, tanto da affidargli missioni diplomatiche presso i veneziani ed i sabaudi e ricorrendo ai suoi consigli per redigere gli Statuti dei propri possedimenti.
Fabio Albergati morì nel 1606: aveva avuto diversi figli dalla moglie Flaminia Bentivoglio, tra cui Antonio, futuro vescovo di Bisceglie, e Lavinia, madre del futuro cardinale Ludovico Ludovisi.
Albergati fu il più importante oppositore delle teorie politiche di Jean Bodin. Contro Bodin, che sostiene che lo Stato ha avuto origine per violenza in una società patriarcale, Albergati afferma che esso sorge “per necessità e inclinazione naturale” e che il principe, quale suprema autorità dello stato, è “vera immagine di Dio”. Alla distinzione delle forme di governo esclusivamente fondata sul numero di coloro che detengono il potere, oppone l'ulteriore distinzione, in base “ai vizi e alle virtù”, di monarchia e tirannia, aristocrazia e oligarchia, democrazia e demagogia, e sebbene sostenga, in polemica col francese, l'esistenza dello “Stato misto”, rivendica la superiorità assoluta della forma monarchica pura, che è “simile al governo divino e regola di ogni altra”. Infine, ripropone la concezione secondo cui l'imperatore gode di una suprema autorità politica, ma deve al papa un “tributo di adorazione”, quale “principe inferiore” verso “maestà superiore” e condanna violentemente le posizioni di Bodin sulla tolleranza, contrapponendo alla “libertà naturale”, la ”libertà ferma” (libertà di credere quello che si vuole).

## Opere
Scrittore copioso e molto noto nella sua epoca, fu ispirato dal movimento della Controriforma.  Meritano di essere ricordate tra le sue opere:
- Ragionamento al Cardinal S. Sisto come nipote di papa Gregorio (1572): scritto in occasione della nomina a cardinale di Filippo Boncompagni, venne raccolto nel 1598 nel “Tesoro Politico” di Comino Ventura;
- Del modo di ridurre alla pace le inimicizie private (1583): in quest'opera, Albergati esamina le questioni d'onore come fonti di discordia: ricordando come la preservazione della pace civile sia necessaria come fondamento della società, viene condannato l'istituto del duello, privilegiando invece il ruolo arbitrale del principe;
- De i discorsi politici libri cinque. Nei quali viene riprovata la dottrina di Giovanni Bodino e difesa quella di Aristotele (1602): fu questa l'opera che diede ampia notorietà all'Albergati: riproponendo i principi dell'interpretazione della norma giuridica basati su Aristotele, Albergati asseriva l'erroneità di molte delle tesi di Jean Bodin, sostenendo, per esempio, l'impraticabilità della giustizia armonica e riproponendo un modello di giustizia legato all'equità propria del sovrano;
- Le Morali (1627): scritto pubblicato postumo, è una dissertazione sulle virtù trattata secondo il pensiero aristotelico;
- La Republica regia (1627): anch'esso pubblicato postumo, costituisce un'utopia politica di buon governo.

Alcune sue opere rimasero inedite, come un Discursus de Curia Romana ed una Disputatio de causis bellorum religionis, conservate rispettivamente nella Biblioteca Vaticana e nella Biblioteca Ambrosiana. Tutte le altre sue opere, eccetto il Ragionamento, furono raccolte in un'unica edizione nel 1664, in cui figura anche un compendio sulla sua vita.